# Bataille de Camino Real
Guerre d'indépendance de l'Équateur
Batailles
m
Révolution de Quito (1809-1812)
- Paredones
- Verdeloma (1)
- Chimbo
- Mocha
- El Panecillo
- Ibarra (1)

Campagne de Guayaquil (1820-1821)
- Guayaquil
- Camino Real
- Huachi (1)
- Verdeloma (2)
- Tanizahua

Campagne de Quito (1821-1822)
- Yaguachi
- Huachi (2)
- Riobamba
- Pichincha

Rencontre de Guayaquil (26 juillet 1822)
Ibarra (2) (17 juillet 1823)
La bataille de Camino Real, également appelée le combat du Camino Real, est un affrontement armé livré le 9 novembre 1820 et fait partie des batailles livrées à partir de l'indépendance de Guayaquil à l'époque des guerres d'indépendance en Amérique du Sud. Les belligérants de la bataille sont les royalistes soutenant l'Empire espagnol et les forces indépendantistes de la Province Libre de Guayaquil. Il s'agit de la première bataille livrée par les armées guayaquileñas sans l'intervention d'armées étrangères.
Le combat a lieu dans le secteur de Camino Real, près du petit village de Bilován, au sud de la ville de Guaranda. Les troupes guayaquileñas s'avancent vers le nord-est dans l'intention de rejoindre la capitale, Quito, mais les royalistes se sont fortifiés à Camino Real avec l'objectif d'empêcher le passage des indépendantistes et, éventuellement, d'organiser une future attaque de la ville même de Guayaquil et ainsi mâter la rébellion sur le territoire de la Real audiencia de Quito. Les forces guayaquileñas, du nom de División Protectora de Quito (es), sont commandées par les colonels Luis Urdaneta (es) et León de Febres Cordero (es), tandis que les royalistes sont aux ordres du colonel Antonio Fominaya. Les royalistes ont préparé diverses embuscades, cependant les indépendantistes, alertés des mouvements de Fominaya, développent une stratégie qui leur permet de gagner la bataille et de repousser les royalistes vers le nord.
La victoire de Camino Real attise l'espoir des troupes guayaquileñas de la División Protectora de Quito dans son dessein de marcher sur la capitale de la Real Audiencia et de consolider l'indépendance de Guayaquil. Toutefois, par la suite, les troupes indépendantistes connaîtront d'importantes défaites qui mettront l'indépendance en danger, mais obtiendront l'appui de forces étrangères (des Provinces-Unies du Río de la Plata de José de San Martín et surtout de la Grande Colombie de Simón Bolívar) et avec elles parviendront à leur objectif après une campagne de près de deux ans.

## Antécédents

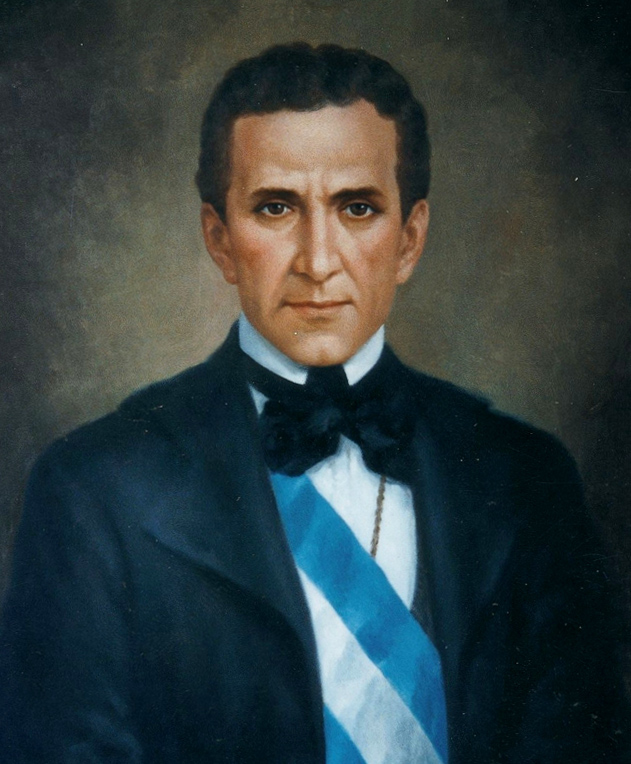
José Joaquín de Olmedo.

Après les événements survenus dans la ville de Guayaquil le 9 octobre 1820 qui ont conduit à son indépendance, un gouvernement civil et militaire provisoire a été mis en place, dirigé par José Joaquín de Olmedo et formé de divers patriotes ayant lutté pour l'indépendance. Le gouvernement de Guayaquil a décidé, entre autres choses, la création d'une armée de libération dont les deux principaux objectifs sont de renforcer et garantir l'indépendance de la ville et de sa province, et de contribuer à la libération du reste de la Real Audiencia, avec le but éventuel d'intégrer ces territoires en une seule nation.
L'armée est composée principalement de troupes des bataillons Yaguachi et Daule, et plusieurs autres effectifs militaires ralliés à la cause patriote. Cette armée a reçu le nom de Division Protectrice de Quito (es) (également appelée Junte Protectrice de Quito, selon plusieurs historiens). Au commandement de l'armée a été nommé lieutenant-colonel Luis Urdaneta (es), l'un des trois vénézuéliens qui étaient arrivés comme renforts royaliste Guayaquil avant la révolution mais ont changé de camp. León de Febres Cordero (es) a en effet refusé d'accepter ce poste.
Plusieurs des petites villes de la province ont commencé à montrer leur attachement à la cause de l'émancipation, et c'est ainsi que les troupes de Guayaquil connait une forte expansion de ses rangs pour de possibles attaques royalistes et les futures batailles pour l'indépendance de Quito. Les autorités gouvernementales provisoires ont ordonné aux troupes d'avancer vers les montagnes, en premier lieu dans la ville de Babahoyo (dans l'actuelle province de Los Ríos) et à partir de là, de commencer les hostilités contre les royalistes.
L'arrivée à Babahoyo a lieu le 7 novembre 1820. Parmi les soldats guayaquileños se trouvent José de Antepara (es), qui n'est pas un expert dans le domaine militaire mais a décidé d'entrer au service de la cause de l'indépendance et Abdón Calderón avec le grade de sous-lieutenant. Le premier point qu'il est décidé d'attaquer, avec l'objectif de dégager le chemin vers le nord montagneux en direction de Quito, est la petite ville de Guaranda, qui est entre les mains des forces royalistes. Il est même possible que Guaranda soit un point de rassemblement de l'armée royaliste où elle se renforce avec l'intention de menacer l'indépendance de Guayaquil, rendant ainsi la prise de Guaranda indispensable pour les plans de l'armée libératrice.

## La bataille

### Prélude
Après avoir constaté la présence des forces guayaquileñas à Babahoyo, le docteur Víctor Félix de San Miguel, qui était le corrégidor de Chimbo, ordonne au prêtre Francisco Benavides de porter un message aux autorités de Guayaquil pour conclure un accord de paix. Cependant, le message est intercepté par le colonel Luis Urdaneta (es) qui ordonne la préparation de la prise de la ville Guaranda, passage vers les montagnes. Le colonel Antonio Fominaya, ignorant les ordres du corrégidor de San Miguel, se positionne près de Bilován, dans le lieu appelé Camino Real, dans l'espoir de repousser les guayaquileños, bien qu'initialement il attendait les révolutionnaires dans les environs de Balsapamba, où il aurait pu avoir l'avantage en raison de sa situation géographique, à la limite de la cordillère Occidentale.
La stratégie patriote est de combattre dans Guaranda, car ils n'ont pas détecté l'embuscade préparée par Fominaya. Cependant, Josefina Barba, la fille de l'Alguacil local, traverse les lignes royalistes à travers des gorges et des ravins, et atteint les positions guayaquileñas pour les informer des positions et les mouvements des royalistes. Cela aboutit à une meilleure stratégie à même d'assurer la victoire patriote.

### Actions

Carte du secteur de la bataille. Les flèches bleues figurent l'avance guayaquileña tandis que la flèche rouge indique la retraite des royalistes.

Un jour avant la bataille, dans l'après-midi, León de Febres Cordero (es) entre en contact avec ses ennemis, et se prépare à attaquer le lendemain. Le 9 novembre 1820, Febres Cordero, qui connait déjà les formations de Fominaya, conduit les forces guayaquileñas qcomposées de l'escadron de cavalerie "Daule", des bataillons d'infanterie "Vengadores", "Voluntarios de la Patria", "Defensores", "Libertadores" no 1, "Libertadores" no 2 et d'un corps d'artillerie. De leur côté, les royalistes disposent d'environ 300 hommes.

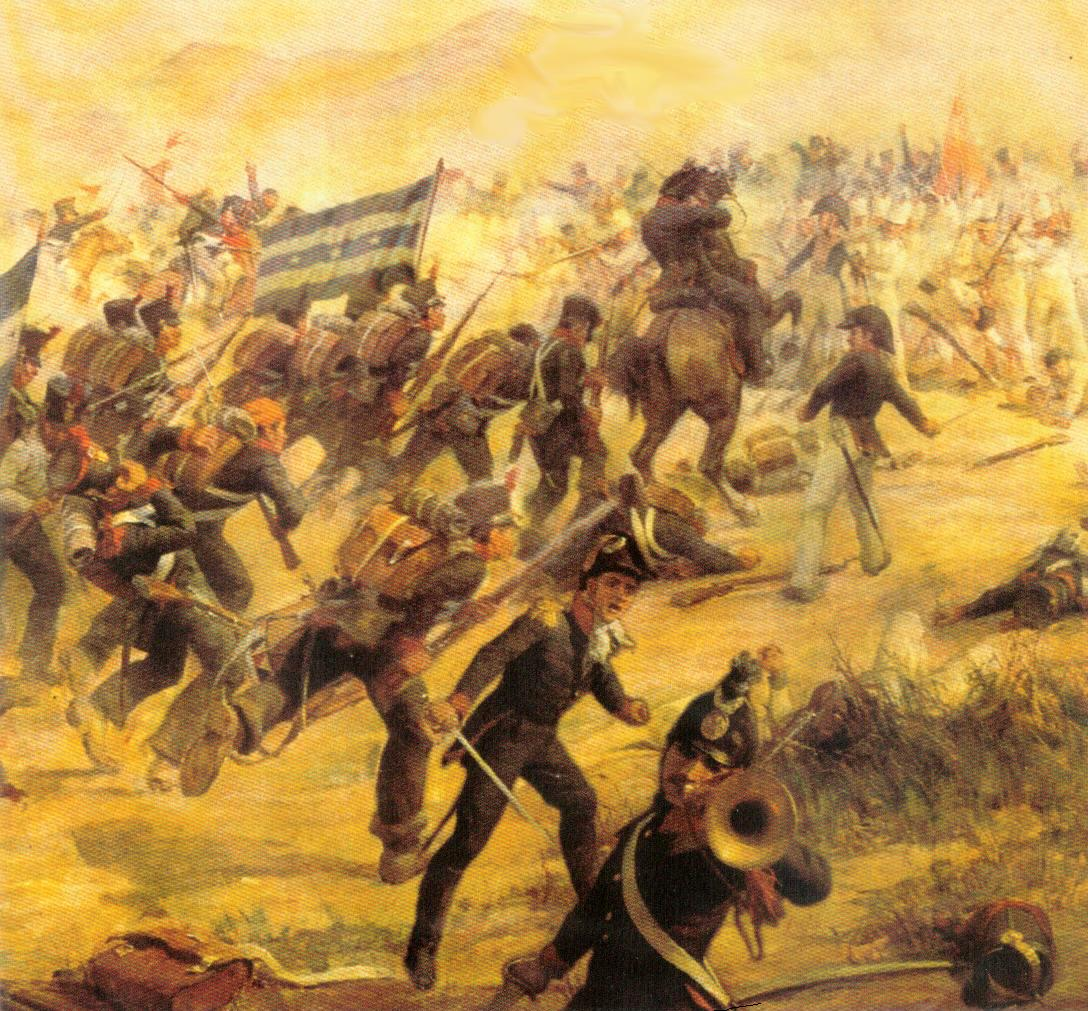
La bataille de Camino Real

Febres Cordero ordonne à ses forces de s'approcher des tranchées ennemies en se faufilant et de les attaquer en appuyant leurs flancs sur les crêtes. Pour ce faire il ordonne la division de ses forces en trois colonnes de soldats. La première colonne mène l'attaque de front tandis que les deux autres colonnes effectuent un mouvement d'encerclement et coupent la route de retraite de Forminaya. Les sergents Francisco Tejada et Jose Lopez dirigent les différentes vagues qui affaiblissent progressivement les lignes royalistes. La raison principale de la réalisation de ce type d'attaque est l'incapacité de faire une attaque directe, à cause du terrain, qui dans cette zone forme une gorge avec les cordillères de Tiandiagote et de Sandalán et au fond de laquelle coule le río Limón.
Durant l'après-midi, les forces royalistes sont massacrés et la retraite est ordonnée pour les survivants, y compris le commandant Fominaya, qui se replient jusqu'à Latacunga, de même que le corregidor de San Miguel.

## Conséquences

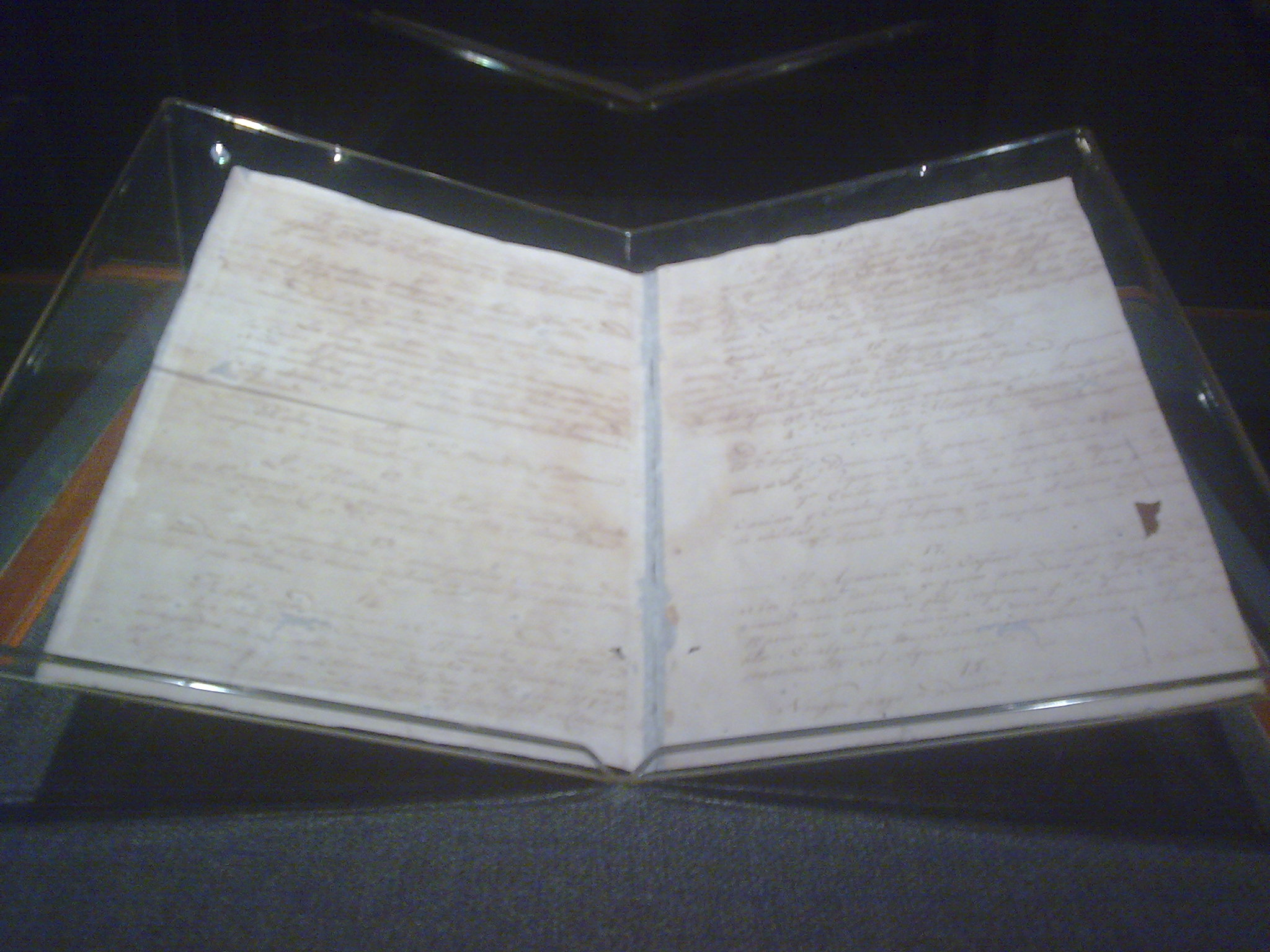
', approuvé deux jours après la bataille.

La victoire à Camino Real est un bon début pour les forces de Guayaquil, qui est entré le 10 novembre 1820 (un jour après la bataille) dans la petite ville de Guaranda. Suite de ces événements, l'entrée de la zone interandine été atteinte et deux objectifs sont possibles : aller au sud vers Cuenca ou aller directement à la capitale de la Real Audiencia, Quito. La décision d'aller vers le nord semble la plus logique, mais se révèlera désastreuse lors des batailles menées par la suite.
Bien que la bataille se déroule dans les montagnes, dans la ville de Guayaquil l'ambiance politique a attiré l'attention de plusieurs villes de la Province Libre. Olmedo rassemble un congrès spécial qui proclame la Constitution de l'État, appelé Reglamento Provisorio de Gobierno (es). Un gouvernement officiel est mis en place, qui adopte plusieurs lois et commence à recruter plus de soldats pour les campagnes futures.
L'armée libératrice avance dans les jours suivants à proximité de la ville d'Ambato, où se déroule la première et une des plus sanglantes défaites de Guayaquil, la bataille de Huachi, suivie de deux autres défaites majeures. Le gouvernement sollicite l'appui des autres libérateurs, cependant, José de San Martín a de graves problèmes au Pérou, et Simón Bolívar ne peut pas passer à cause de la résistance royaliste organisée à Pasto, au sud de l'actuelle Colombie. Toutefois, l'un des généraux de Bolivar, Antonio José de Sucre, arrive par la mer à Guayaquil et vient renforcer les forces guayaquileñas. Les forces combinées de Guayaquil et de la Colombie, soutenues par des éléments péruviens et argentins, lancent une campagne qui se termine victorieusement le 24 juillet 1822 avec la bataille de Pichincha.